# Kawasaki Frontale
Kawasaki Frontale (川崎フロンターレ Kawasaki Furontāre?) este un club de fotbal din Kawasaki, Prefectura Kanagawa (la sud de Tokyo), Japonia, care în prezent evoluează în J. League.

## Fotbaliști internaționali
| Japonia - Tetsuya Asano - Kazuki Ganaha - Junichi Inamoto - Teruo Iwamoto - Eiji Kawashima - Shinkichi Kikuchi - Yoshinobu Minowa - Yasuyuki Moriyama - Kengo Nakamura - Yoshito Okubo - Naoki Soma - Takayuki Suzuki - Shuhei Terada - Koji Yamase |  | AFC/OFC/CAF - Lü Hongxiang - Shen Xiangfu - Jong Tae-Se - Emerson - Momodu Mutairu CONCACAF - Jorge Dely Valdés | CONMEBOL - Alan Pinheiro - Alex - Augusto - Betinho - Daniel Rossi - Dinga - Edmilson - Francismar - Hulk - Isidoro - Jeci - Juninho - Magnum - Marcos - Marcus - Marlon - Marninho - Mazinho Oliveira - Patric - Paulinho - Renatinho - Rene Santos - Ricardo - Robert - Robson - Scheidt - Tinga - Tuto - Valdney - Vitor Júnior - Guido Alvarenga |  |

## Antrenori (1997– )
| Antrenor          | Țara     | Perioada                                    |
| ----------------- | -------- | ------------------------------------------- |
| Kazuo Saito       | Japonia  | 1997                                        |
| Jose              | Brazilia | 1997                                        |
| Beto              | Brazilia | 1998–99                                     |
| Ikuo Matsumoto    | Japonia  | 1999                                        |
| Zeca              | Brazilia | 2000                                        |
| Toshiaki Imai     | Japonia  | 2000                                        |
| Hiroshi Kobayashi | Japonia  | 2000                                        |
| Yoshiharu Horii   | Japonia  | 1 ianuarie 2001–30 iunie 2001               |
| Nobuhiro Ishizaki | Japonia  | 1 iulie 2001–31 decembrie 2003              |
| Takashi Sekizuka  | Japonia  | 1 ianuarie 2004–30 aprilie 2008             |
| Tsutomu Takahata  | Japonia  | 1 mai 2008–31 decembrie 2008                |
| Takashi Sekizuka  | Japonia  | 1 ianuarie 2009–31 decembrie 2009           |
| Tsutomu Takahata  | Japonia  | 1 ianuarie 2010–31 decembrie 2010           |
| Naoki Soma        | Japonia  | 1 ianuarie 2011–11 aprilie 2012             |
| Tatsuya Mochizuki | Japonia  | 12 aprilie 2012–22 aprilie 2012 (interimar) |
| Yahiro Kazama     | Japonia  | 23 aprile 2012–                             |

## Palmares
- J1 League: 
  - Campioană: 2017, 2018
- Japan Soccer League Division 2/Japan Football League (1992–1998)/J. League Division 2: 
  - Campioană: 1976, 1999, 2004
  - Finalistă: 1974, 1980, 1998
- Kanto Football League:
  - Campioană: 1968